# خاک (فیلم)
خاک نام فیلمی به کارگردانی و نویسندگی مسعود کیمیایی محصول سال ۱۳۵۲ ایران است. فیلم‌نامهٔ این فیلم را مسعود کیمیایی بر اساس رمان آوسنه بابا سبحان نوشتهٔ محمود دولت‌آبادی نوشت.

## خلاصه داستان
پس از مرگ ارباب روستا زن فرنگی او به کمک مباشر شرورش غلام از پسران بابا سبحان(جعفر والی): صالح (بهروز وثوقی) و مسیب (فرامرز قریبیان)، که روی زمین مزروعی او کار می‌کنند، می‌خواهد زمینش را به او باز پس بدهند. صالح و مسیب امتناع می‌کنند؛ اما می‌پذیرند که اجارهٔ زمین را در موعد مقرر بپردازند. کینهٔ مباشر(جلال پیشواییان) از مسیب به دلیل علاقهٔ ناکام او به شوکت (فرزانه تأییدی)، همسر مسیب، است. نزاع او و نوچه‌هایش بر سر زمین منجر به مرگ مسیب و زخمی شدن صالح می‌شود. صالح که بر اثر نزاع با غلام و اصابت ضربهٔ بیل بر سرش تعادل روانی خود را از دست داده است غلام را در میدان آبادی به قتل می‌رساند و خود نیز به دست ژاندارم‌ها دستگیر و روانهٔ زندان مرکز می‌شود.

## حاشیه‌ها
مسعود کیمیایی فیلم خاک را براساس داستان آوسنه باباسبحان نوشته محمود دولت‌آبادی ساخت. این فیلم در شهریور (۱۳۵۲) اکران شد و متعاقب آن دولت‌آبادی در یادداشتی به آنچه تغییر نظرگاه داستان خود می‌نامید اعتراض کرد. بخش‌هایی از یادداشت دولت‌آبادی را که در روزنامه کیهان سال (۱۳۵۲) منتشر شده می‌خوانید: فیلم خاک را دیدم. فیلم من را منقلب کرد. اول به لحاظ دگرگونی‌هایی که در پایه‌های اساسی «آوسنهٔ باباسبحان» ایجاد شده بود. دوم به لحاظ ساخته شدن پاره‌ای لحظات درخشان در این فیلم و از برخورد این دو جبهه درست و نادرست که در داستان باز شده، منقلب شدم. مسعود کیمیایی عزیز با تغییرات پایه ای که در داستان باباسبحان داده است نه تنها خود را فروکشانده بلکه دیدگاه اصلی داستان را تغییر داده است. «آوسنهٔ باباسبحان» بر محور اقتصادی خرده زمین‌داری – خرده دولتمندی شهری دور می‌زند و در مرکز این دایره «عادله» قرار دارد. بیوه‌ای که با پس مانده اجاره زمین شوهر مرحومش و اجاره بهای مستغلات او در شهرستان زندگی می‌کند. زمین مشترکی هست بین عادله و باباسبحان که عادله می‌خواهد سهمیه باباسبحان را بخرد، از آن خود کند و روی زمین چاه آب بزند و به اصطلاح موتوریزه بکند اما باباسبحان تن به رضا نمی‌دهد و کشمکش درمی‌گیرد.
کیمیایی آمده به‌جای عادله یک زن فرنگی انتخاب کرده و به جای خانه معمولی عادله در شهرستان یک خانه اربابی و به جای مناسبات عادی و معمولی یک موجر شریک با مستأجر خود رفتار یک ارباب در مقابل یک رعیت قرار داده است که همه اینها جهت نگاه داستان را تغییر می‌دهد تاحدی که من نمی‌توانم با سکوت از کنار آن بگذرم. من در این داستان نخواسته‌ام روابط استعماری را مطرح کنم و چنین موردی جایی در «آوسنهٔ باباسبحان» ندارد. باباسبحان یک داستان سرزمینی و محدود به مسائل درونی است. مبنای واقعی و گرایش به واقعیت دارد و از جنبه‌های کنایی (سمبلیک) برکنار است. همچنان‌که نویسنده باباسبحان هم برکنار است. من کار کیمیایی را در فن و تکنیک و خلق بعضی صحنه‌ها ستایش می‌کنم اما آگاهانه یا ناآگاهانه کیمیایی در ارائه داستان به صورت فیلم زاویه‌ای جدا از از زاویه دید من انتخاب کرده است و من خود را با نظرگاه او در تضاد می‌بینم. من متاسفم! نه برای خودم زیرا تاب شنیدن زخم زبان این و آن را دارم. حتی برای کیمیایی هم متأسف نیستم چون او باز هم یک فیلم پرفروش ساخته است… من تنها برای «آوسنهٔ باباسبحان» متاسفم. دلم می‌خواست از یک داستان ملی فیلمی چنین ساخته شود. چنین نیز می‌پنداشتم اما نشد و بابا سبحان‌ها به تاراج رفتند. یکبار در زمین و یکبار در فیلم!

## لوکیشن‌های فیلم
این فیلم در چند روستای شهرستان دزفول فیلمبرداری شده از جمله: چغاسبز (خانهٔ مسیب و صالح و میدان کشتار شتر و قتل غلام در قلعه کهنه چغاسبز فیلمبرداری شد. قلعه کهنه چغاسبز با معماری منحصر بفرد و قلعه مانند خود اصلی‌ترین دلیل برای انتخاب به عنوان لوکیشن فیلم خاک بود و اکنون آن ارگ کوچک و زیبا دیگر وجود ندارد)، روستای شمس‌آباد و مقبره محمدبن جعفر (قبرستان و زنجیر شدن صالح به درخت) و «عمارت امیربهمن خان» که به عنوان خانه زن فرنگی ارباب از آن استفاده شد و هنوز مخروبه‌های آن در یک کیلومتری چغاسبز و روستای شلگهی در وسط زمین‌های کشاورزی و در پوشش میراث فرهنگی وجود دارد.

## بازیگران
| بازیگر         | نقش                     | گوینده           |
| -------------- | ----------------------- | ---------------- |
| بهروز وثوقی    | صالح                    | منوچهر اسماعیلی  |
| فرامرز قریبیان | مسیب                    | جلال مقامی       |
| فرزانه تأییدی  | شوکت                    | ژاله کاظمی       |
| جعفر والی      | بابا سبحان              | خودش             |
| جلال پیشوائیان | غلام                    | فرشید فرزان      |
| پروین سلیمانی  | صدیقه گدا               | مهین بزرگی       |
| ساغر           | صفیه (خدمتکار زن فرنگی) | فاطمه فرخنده مال |
| نعمت‌الله گرجی  | کدخدا                   |                  |
| سعید پیردوست   | قهوه چی                 |                  |